# SIAI S.13

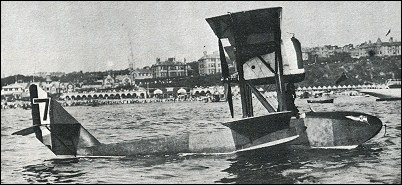
SIAI S.13

De  SIAI S.13, ook wel aangeduid als Savoia S.13, was een Italiaanse tweedekker verkennings-vliegboot. De tweezitter werd gebouwd door vliegtuigfabriek Società Idrovolanti Alta Italia (SIAI).
De piloot en de waarnemer zaten naast elkaar (side-by-side) achter één windscherm. De waarnemer had de beschikking over een 7,7 mm machinegeweer. Het toestel werd voortgestuwd door een Isotta Fraschini watergekoelde zescilinder lijnmotor met duwpropeller die was gepositioneerd tussen de beide vleugels. 
De Italiaanse marine ontving in 1919 twaalf exemplaren van de S.13 vliegboot. Het toestel is ook geëxporteerd naar Japan, Noorwegen, Spanje, Zweden en Joegoslavië. Een aantal exemplaren is onder licentie gebouwd in Frankrijk (aantal onbekend) en Spanje (7 stuks). 
De Italiaanse marine was in eerste instantie ook geïnteresseerd in de S.13 Tipo eenzitter versie, maar gaf later de voorkeur aan de Macchi M.7 vliegboot. Voor een civiele versie, de S.13bis, was onvoldoende belangstelling en deze kwam niet verder dan de tekentafel.
In 1919 maakte testpiloot Emile Taddéoli een aantal historische vluchten met de S.13 vliegboot over de Apennijnen (van Sesto Calende naar San Remo) en over het  Mont Blanc massief (een vlucht in 110 minuten van het Lago Maggiore naar het Meer van Geneve). 

## Varianten
S.12
Voorloper van de S.13. 1 exemplaar van gebouwd. Uitgerust met een Ansaldo San Giorgio 4E-290 watergekoelde V-12 motor, 410 kW (550 pk). Winnaar van de Schneider Trophy in 1920.
S.13
Productieversie tweezitter vliegboot
S.13 Tipo
Eenzitter (niet gebouwd)
S.13bis
Burgerluchtvaart variant (niet gebouwd)
CAMS C-13
In licentie gebouwde Franse S.13